# Plantago lanceolata
A Língua-de-ovelha (Plantago lanceolata) L. é uma espécie de planta herbácea perene natural de toda Europa, América do Norte e Sudoeste Asiático, onde cresce em lugares secos, taludes, margens de caminhos e terrenos baldios.

## Sinonímia
- Plantago decumbens Bernh. ex Rchb.
- Plantago dubia L.
- Plantago eriophora Hoffmanns. & Link
- Plantago glabriflora Sakalo
- Plantago glareosa A.Kern.
- Plantago hungarica Waldst. & Kit.
- Plantago sphaerostachya Hegetschw.
- Plantago lanceolata subsp. sphaerostachya Hayek 1912
- Plantago capitata Ten.
- https://web.archive.org/web/20080607072505/http://www.tela-botanica.org/eflore/BDNFF/4.02/nn/49959/synonymie Em falta ou vazio |título= (ajuda)

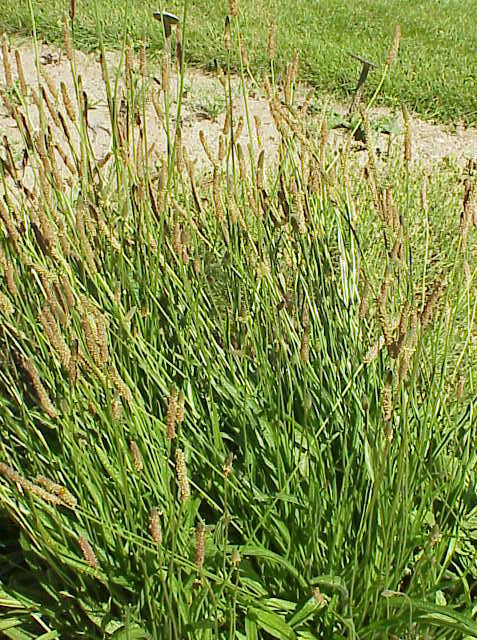

## Características
É uma planta herbácea vivaz sem talos ramificados e conm talos florais que alcançam 30–50 cm de altura, tem um rizoma curto central do qual brotam raízes secundárias tênues de cor amarela. As folhas lanceoladas ou ovaladas, compridas e ligeiramente dentadas, estão dispostas em uma roseta basal na base do talo, têm de 3-7 nervuras longitudinais que se estreitam e continuam no pecíolo. A inflorescência terminal é uma espiga densa com flores muito pequenas de cor branca ou purpúrea. A espiga é curta durante a floração e logo se alonga. O fruto é um pixídio com 4-16 sementes.

## Propriedades medicinais
É utilizada em decocções, xarope ou extrato fluido para tratar o catarro, a bronquite asmatica. Também se prepara um colírio para conjuntivite e inflamação das pálpebras. Também lhe são atribuídas propriedades anti-inflamatórias, pelas quais é utilizada em queimaduras feridas
e picadas de insetos.

## Nomes Popularesvernáculo
A língua-de-ovelha também é conhecida popularmente como acatá, calracho, carrajó, carrijó, carrojó, corrió, erva-de-ovelha, lingua-de-vaca, orelha-de-cabra, ovelha, tanchagem-das-boticas, tanchagem-menor, tanchagem-ordinária, tanchagem-terrestre e tantage.

## Galeria

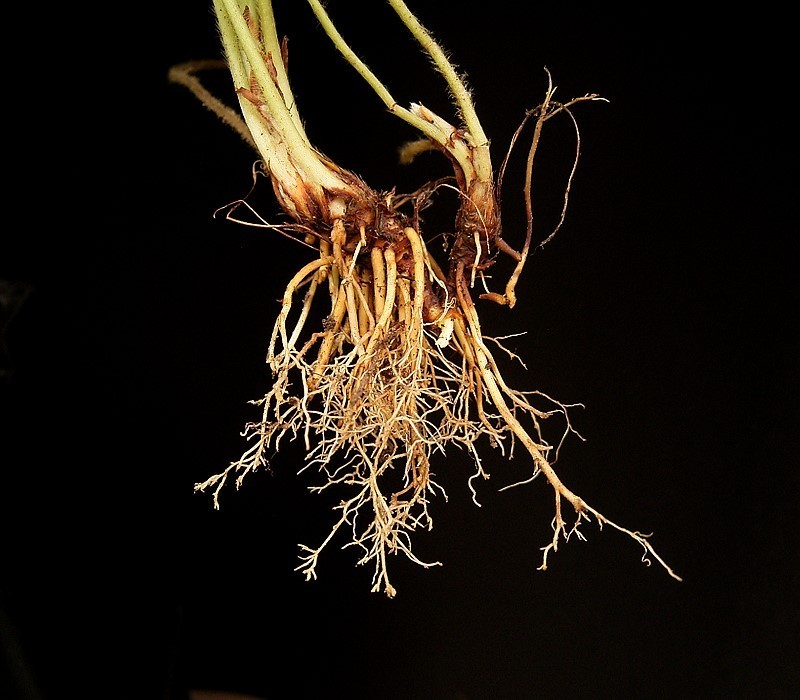
Sistema racinal
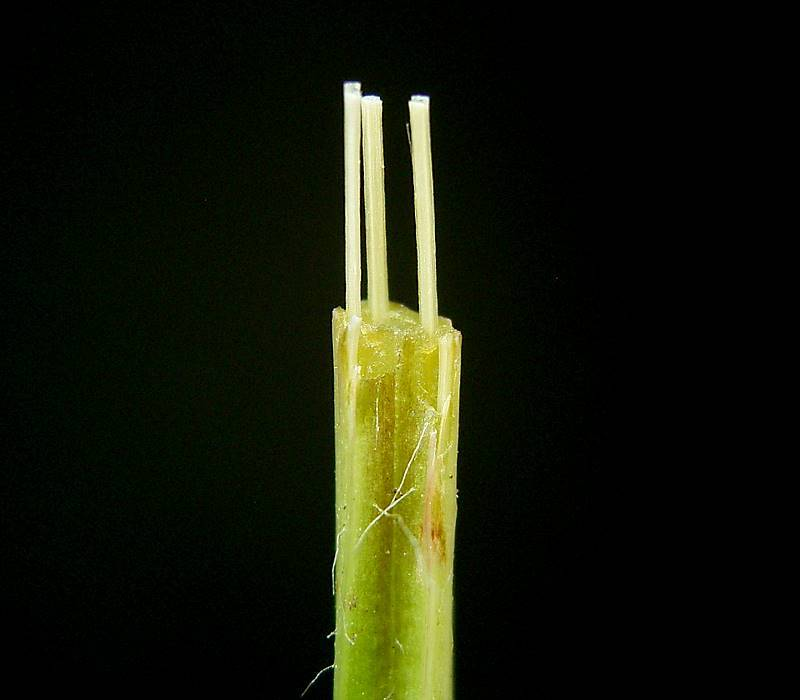
Sistema vascular
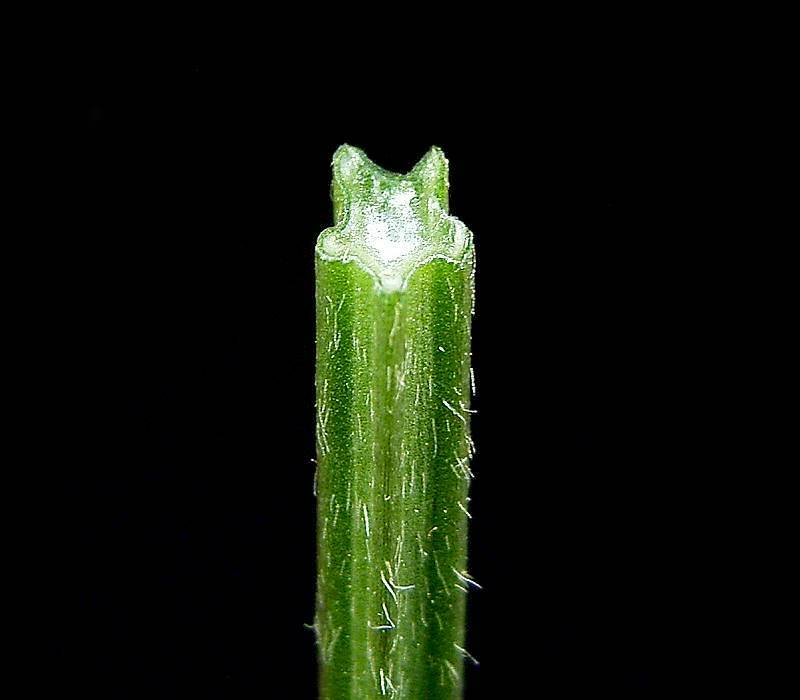
Secção do pecíolo
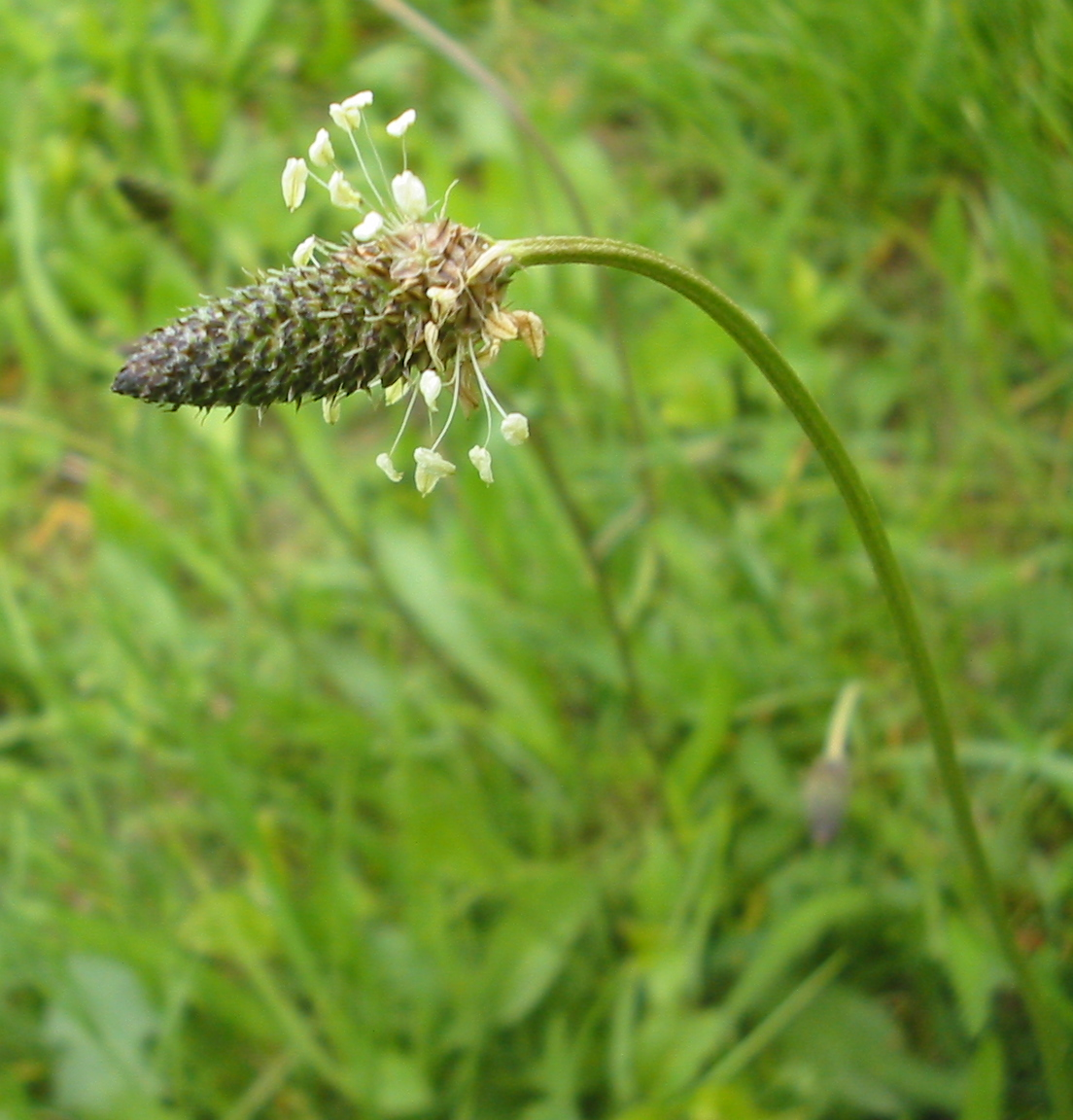
Flor
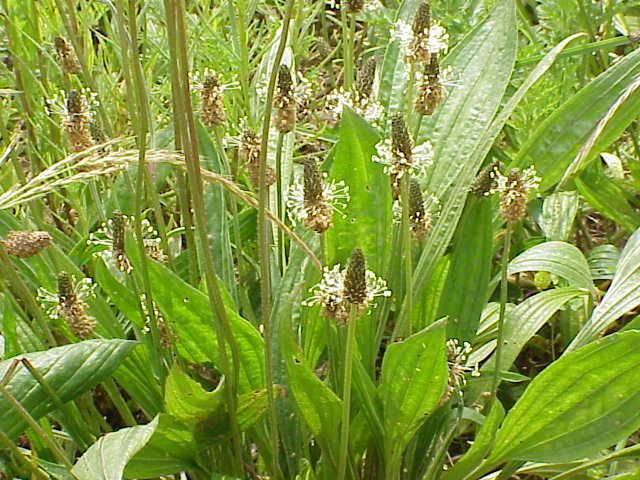
Flores
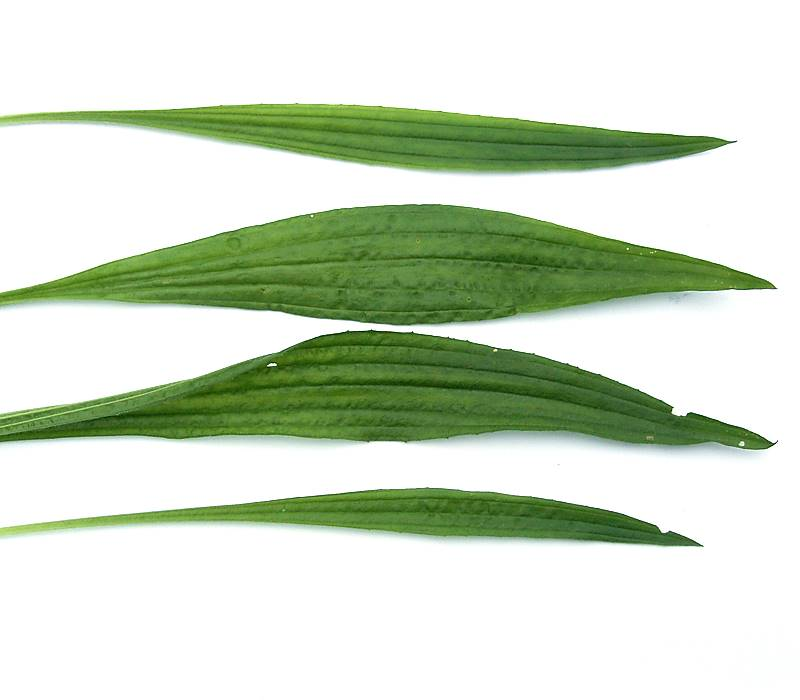
Folhas